# Niagara County
Niagara County är ett administrativt område i delstaten New York, USA. År 2010 hade countyt 216 469 invånare. Den administrativa huvudorten (county seat) är Lockport. 

## Geografi
Enligt United States Census Bureau har countyt en total area på 2 952 km². 1 354 km² av den arean är land och 1 598 km² är vatten. 
I countyt finns bland annat staden Pendleton.

### Angränsande countyn
- Orleans County, New York - öst
- Genesee County, New York - sydost
- Erie County, New York - syd
- Regional Municipality of Niagara i Ontario, Kanada - väst